# Emigrate (альбом)
Emigrate – дебютний студійний альбом однойменного американського рок-гурту Emigrate. Альбом був випущений 31 серпня 2007 року в Європі, а в США та Австралії – 29 січня 2008 року, але не був випущений світовим релізом.
Продюсером альбому були учасники гурту, яким допомагав продюсер Якоб Гелльнер, який також продюсує гурт Rammstein.

## Список композицій
1. "Emigrate" – 4:07
2. "Wake Up" – 3:37
3. "My World" – 4:18
4. "Let Me Break" – 3:35
5. "In My Tears" – 4:34
6. "Babe" – 4:37
7. "New York City" – 3:28
8. "Resolution" – 3:42
9. "Temptation" – 4:13
10. "This Is What" – 4:38
11. "You Can't Get Enough" – 4:03

### Limited Edition
1. "Emigrate" – 4:07
2. "Wake Up" – 3:37
3. "My World" – 4:18
4. "Let Me Break" – 3:35
5. "In My Tears" – 4:34
6. "Babe" – 4:37
7. "New York City" – 3:28
8. "Resolution" – 3:42
9. "Temptation" – 4:13
10. "This Is What" – 4:38
11. "You Can't Get Enough" – 4:03
12. "Blood" – 3:34
13. "Help Me" – 3:15

## Персоналії

### Учасники гурту
- Ріхард Круспе – основний вокал, основна гітара
- Ольсен Інвольтіні – ритм-гітара
- Арнауд Жиро – бас-гітара
- Генка Йоганссон – ударні

### Запрошені музиканти
- Margaux Bossieux – бек-вокал (в композиціях 2, 3, 6, 7 та 9)
- Грейс Ріш – бек-вокал (в композиції 11)
- Ruth Renner бек-вокал (в композиції 11)

## Історія релізу
| Країна    | Дата           |
| --------- | -------------- |
| Європа    | 31 серпня 2007 |
| Австралія | 29 січня 2008  |
| США       | 29 січня 2008  |